# Моусли, Уильям
Уи́льям Пи́тер Мо́усли (англ. William Peter Moseley, род. 27 апреля 1987, Шипскомб, Глостершир) — английский актёр. Наиболее известен по роли Питера Певенси в фильмах «Хроники Нарнии: Лев, колдунья и волшебный шкаф», «Хроники Нарнии: Принц Каспиан».

## Ранняя жизнь и образование
Родился в Шипскомбе, Глостершир, Англия. Родители: Питер Моусли (кинематографист) и Джульетт Моусли (урожд. Флеминг). У Уильяма есть младший брат и младшая сестра: Бенджамин (род. 1992) и Дейзи (род. 1989). Посещал «Шипскомбскую начальную школу» (англ. Sheepscombe County Primary School) с сентября 1991 до июля 1998 года и продолжил обучение в колледже «Вайклифф» (англ. Wycliffe College) в Глостершире, а также школе для мальчиков «Марлинг» (англ. Marling School).

## Карьера

### «Хроники Нарнии»
В 2003 году прошёл кастинг на роль Питера Певенси в экранизации произведения Клайва Льюиса «Хроники Нарнии: Лев, колдунья и волшебный шкаф». Кастинг на фильм шёл 18 месяцев с 2002 по 2004 год. Сами съёмки шли с июня 2004 года до февраля 2005 года. Вернулся в сиквеле фильма «Хроники Нарнии: Принц Каспиан» в 2008 году. В фильме 2010 года «Хроники Нарнии: Покоритель зари» появился в эпизодической роли.
До сих пор поддерживает дружеские отношения с коллегами по «Хроникам Нарнии», Анной Попплуэлл, Скандаром Кейнсом и Джорджи Хенли.

### 2012 — настоящее время
В 2012 году сыграл в одном из эпизодов американского телесериала «Восприятие». В том же году получил роль в пилотном эпизоде нового шоу «Отбор», однако этот телесериал так и не был куплен ни одним телеканалом. В 2014 году получил роль принца Лиама Хенстриджа в мыльной опере о вымышленной британской королевской семье «Члены королевской семьи». В 2015 году сыграл в фантастическом боевике «Вуаль» Брента Райана Грина, в 2016 году — в фильме ужасов «Запрос в друзья». В 2017 году принял участие в съёмках фэнтези «Рассказы Русалочки», а с апреля 2019 года на онлайн-платформах можно увидеть Моусли в приключенческой картине «Золото Флинна» о жизни голливудского актёра и секс-символа 1930—1940-х годов Эррола Флинна.
В середине декабря 2019 года в российский прокат вышел экшн-триллер «Курьер», повествующий о дерзкой и неуловимой девушке (Ольга Куриленко), бросающей вызов могущественному криминальному боссу в исполнении Гэри Олдмана. Место действия — Лондон. Моусли сыграл в фильме агента Брайанта.

## Личная жизнь
С 2012 года Моусли состоит в отношениях с актрисой Келси Чоу, партнёршей по фильму «Беги».
Во время съемок фильма «Тихая гора» Моусли сильно ударило током из-за грозы на съемочной площадке. В результате у него остался шрам на бицепсе.

## Фильмография
| Год       |     | Русское название                               | Оригинальное название                                          | Роль                             |
| --------- | --- | ---------------------------------------------- | -------------------------------------------------------------- | -------------------------------- |
| 1998      | тф  | Сидр с Рози                                    | Cider with Rosie                                               | статист                          |
| 2002      | тф  | До свиданья, мистер Чипс                       | Goodbye, Mr. Chips                                             | Форрестер                        |
| 2005      | ф   | Хроники Нарнии: Лев, колдунья и волшебный шкаф | The Chronicles of Narnia: The Lion, the Witch and the Wardrobe | Питер Певенси                    |
| 2008      | ф   | Хроники Нарнии: Принц Каспиан                  | The Chronicles of Narnia: Prince Caspian                       | Питер Певенси                    |
| 2010      | ф   | Хроники Нарнии: Покоритель зари                | The Chronicles of Narnia: The Voyage of the Dawn Treader       | Питер Певенси                    |
| 2011      | кор | Дон Чидл — Капитан Планета                     | Don Cheadle Is Captain Planet                                  | Уилер                            |
| 2012      | кор |                                                | Partition                                                      | Кэмерон Эйнсворт                 |
| 2012      | с   | Восприятие                                     | Perception                                                     | принц Карл Хассе-Бранденбергский |
| 2012      | тф  | Отбор                                          | The Selection                                                  | Аспен Леджер                     |
| 2013      | ф   | Беги                                           | Run                                                            | Дэниел Ломбарди                  |
| 2014      | ф   | Тихая гора                                     | The Silent Mountain                                            | Андреас Грубер                   |
| 2014      | ф   | Маргариту, с соломинкой                        | Margarita with a Straw                                         | Джаред                           |
| 2014      | кор |                                                | The Stowaway                                                   | Герри Кросс                      |
| 2015—2018 | с   | Члены королевской семьи                        | The Royals                                                     | принц Лиам Хенстридж             |
| 2015      | ф   | Вуаль                                          | The Veil                                                       | Эйсел                            |
| 2016      | ф   | Запрос в друзья                                | Friend Request                                                 | Тайлер                           |
| 2016      | ф   | Кэрри Пилби                                    | Carrie Pilby                                                   | Сайрус                           |
| 2016      | тф  | Моя милая Одрина                               | My Sweet Audrina                                               | Орден                            |
| 2018      | ф   | Золото Флинна                                  | In Like Flynn                                                  | Дук Адамс                        |
| 2018      | ф   | Рассказы Русалочки                             | The Little Mermaid                                             | Кэм Харрисон                     |
| 2019      | ф   | Курьер                                         | The Courier                                                    | агент Брайант                    |
| 2020      | ф   | Артемис Фаул                                   | Artemis Fowl                                                   | Камео                            |
| 2022      | ф   | Воронья лощина                                 | Raven's Hollow                                                 | Эдгар Аллан По                   |

## Награды и номинации
| Год  | Премия                             | Категория                                                                      | Работа                                           | Результат |
| ---- | ---------------------------------- | ------------------------------------------------------------------------------ | ------------------------------------------------ | --------- |
| 2006 | Сатурн                             | Лучшее выступление молодого актёра                                             | «Хроники Нарнии: Лев, колдунья и волшебный шкаф» | Номинация |
| 2006 | Премия CAMIE                       | Лучшее выступление в фильме — Молодой актёрский состав                         | «Хроники Нарнии: Лев, колдунья и волшебный шкаф» | Победа    |
| 2006 | Молодой актёр                      | Лучшее выступление в фильме (Комедия или Драма) — Ведущая роль молодого актёра | «Хроники Нарнии: Лев, колдунья и волшебный шкаф» | Номинация |
| 2008 | Nickelodeon UK Kids' Choice Awards | Любимый актёр кино                                                             | «Хроники Нарнии: Принц Каспиан»                  | Победа    |
| 2009 | Молодой актёр                      | Лучшее выступление в фильме — Молодой актёрский состав                         | «Хроники Нарнии: Принц Каспиан»                  | Номинация |